# オペレーションウルフ3
『オペレーションウルフ3』 (OPERATION WOLF 3) は、イーストテクノロジーが開発し、1994年にタイトーから販売したアーケードゲームである。ジャンルはガンシューティングゲーム。ゲーム・デザインは岡島英号。

## 概要
タイトーのガンシューティングゲーム『オペレーションウルフ』のシリーズ作品ではあるが、外注になったのに加え、グラフィックが実写取り込み画像で構成されており、作風はかなり異なっている。
ステージ構成やプレイヤーの武器（メイン武器がサブマシンガンだけではなく、グレネードガンなどを使える）などに、映画『ターミネーター2』の影響を強く受けている。また、ステージクリア後にボーナスステージが存在するのは、シリーズ中で本作だけである。

## スタッフ
アーケード版
- ディレクト・オブ・フォトグラフィー：岡島英号
- 音楽：つだひろし
- プランナー：岡島英号
- デザイン
  - オール・キャラクター：たむらまさる
  - OP & ED：おおくらさおり
  - タイトル、キャプチャー：おおくらさおり
  - 1stシーン：たむらまさる、たなはらなつこ
  - 2ndシーン：たむらまさる、たなはらなつこ、おおくらさおり
  - エキストラ・シーン：たむらまさる
  - 3rdシーン：わたやなおあき
  - 4thシーン：わたやなおあき
  - ファイナル・シーン：わたやなおあき
  - ステータス：たなはらなつこ、おおくらさおり
  - エフェクト：たむらまさる、わたやなおあき
  - オール・メカニクス：わたやなおあき
- プログラム
  - イベント：ひらのかつひこ、こみやさとる
  - 1stシーン：ひらのかつひこ
  - 2ndシーン：こみやさとる
  - エキストラ・シーン：きむらとしひろ
  - 3rdシーン：ひらのかつひこ、きむらとしひろ
  - 4thシーン：こみやさとる
  - ファイナル・シーン：きむらかつひこ
  - システム：ひらのかつひこ